# Ilmārs Starostīts
Ilmārs Starostīts (ur. 30 maja 1979 w Rzeżycy) – łotewski szachista, arcymistrz od 2010 roku.

## Kariera szachowa
W latach 1993–1999 kilkukrotnie reprezentował narodowe barwy na mistrzostwach świata i Europy juniorów w różnych kategoriach wiekowych. W 2002 r. zdobył w Rydze tytuł indywidualnego mistrza Łotwy oraz wystąpił na szachowej olimpiadzie, rozegranej w Bledzie. Normy na tytuł arcymistrza wypełnił w latach 2005 (w Cutro, dz. II m. za Igorem Miladinoviciem, wspólnie z Milanem Draško i Siergiejem Kasparowem), 2009 (w niemieckiej Bundeslidze) oraz 2010 (w Ferrolu, dz. I m. wspólnie z Julianem Radułskim).
Odniósł szereg sukcesów w turniejach międzynarodowych, m.in.:
- I m. w Litomyšlu (1997),
- I m. w Przełazach (2001),
- I m. w Kowalewie Pomorskim (2001)[3],
- I m. w Leutersdorfie (2004),
- dz. I m. w Policach (2004, memoriał Tadeusza Gniota, wspólnie z Wadymem Szyszkinem),
- dz. II m. w Rydze (2004, za Edvinsem Kengisem, z Mihhailem Rõtšagovem i Hannesem Stefánssonem)),
- I m. w Lucernie (2005),
- dz. I m. w Bischwillerze (2005, wspólnie z Wjaczesławem Ikonnikowem),
- dz. I m. w Chemnitz (2006, wspólnie z m.in. Pawłem Jaraczem, Thomasem Pähtzem i Zbigniewem Księskim),
- dz. I m. w Mondariz (2006, wspólnie z Aimenem Rizoukiem i Marcosem Llaneza Vegą),
- dz. II m. w Ferrolu (2006, za Holdenem Hernandezem Carmenatesem, wspólnie z Władimirem Petkowem),
- dz. I m. w Grenadzie (2006, wspólnie z Davidem Larino Nieto),
- dz. I m. w Pontevedrze (2007, wspólnie z Walentinem Jotowem, Aleksiejem Barsowem, Marcosem Llaneza Vegą i Dżurabkiem Chamrakułowem),
- dz. I m. w Cambados (2007, wspólnie z Walentinem Jotowem i Krasimirem Rusewem),
- dz. I m. w Ortigueirze (2007, wspólnie z Władimirem Dimitrowem),
- I m. w Cantabrii (2008),
- I m. w Coulsdon (2008),
- I m. w Huarte (2008),
- dz. I m. w Leutersdorf (2008, wspólnie z Lwem Gutmanem),
- dz. I m. w Cieplicach (2009, wspólnie z m.in. Radoslavem Dolezalem),
- dz. I m. w Sztokholmie (2010, wspólnie z Michaiłem Ułybinem).

Uwaga: Lista sukcesów niekompletna (do uzupełnienia od 2010 roku).
Najwyższy ranking w dotychczasowej karierze osiągnął 1 października 2007 r., z wynikiem 2512 punktów zajmował wówczas 5. miejsce wśród łotewskich szachistów.